# Chapelle Astrid
La chapelle Astrid est une chapelle commémorative sur le lac des Quatre-Cantons dans le canton de Schwytz, qui a été construite en l'honneur d'Astrid de Suède, reine des Belges, décédée dans un accident de voiture en 1935. Le mémorial, inauguré en 1936 et réaménagé en 1960, comprend une chapelle et une prairie avec une croix commémorative et est situé à l'entrée sud du village de Küssnacht dans la commune du même nom entre la Luzernerstrasse et la rive du lac.

## Contexte historique

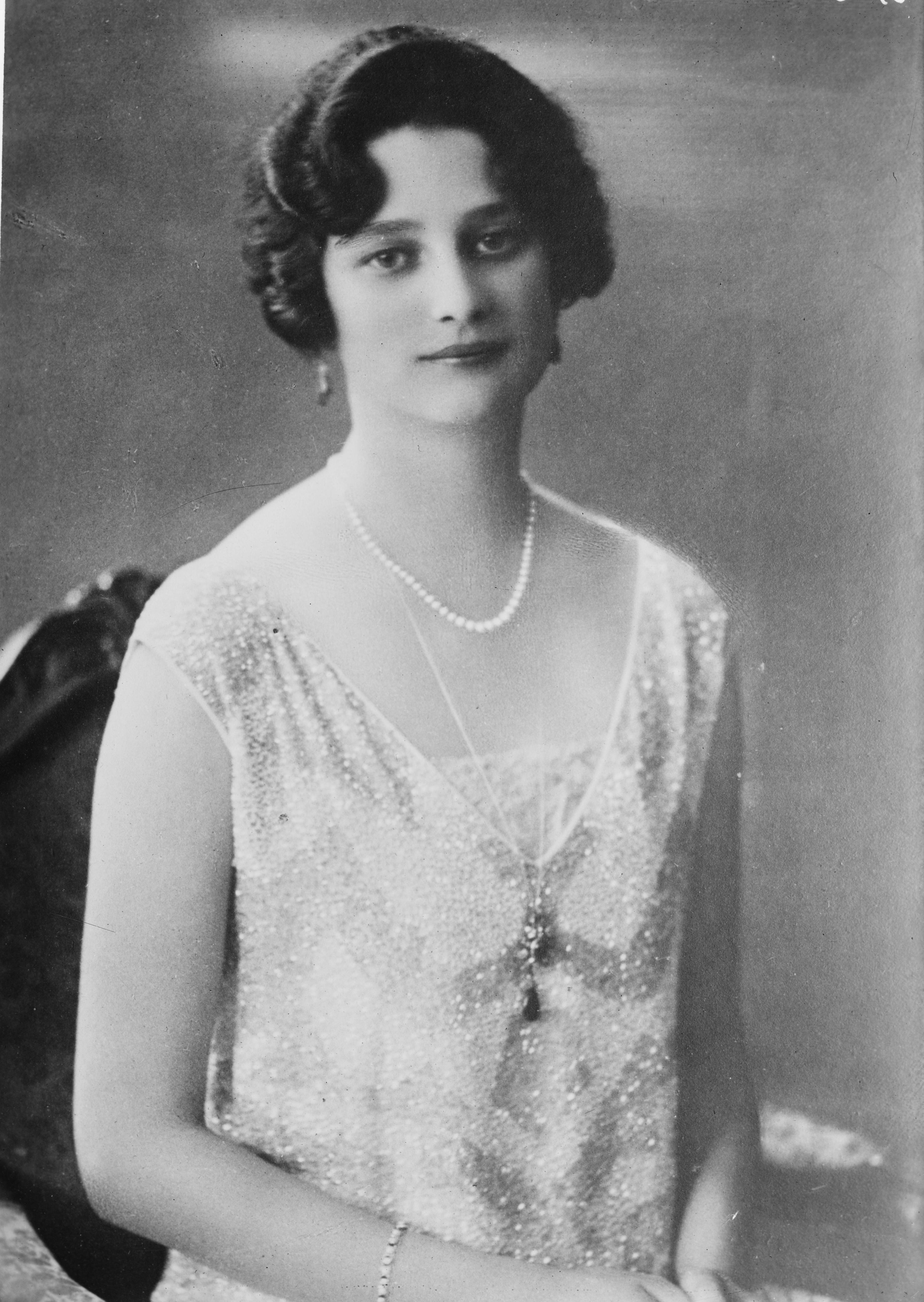
Astrid de Suède en décembre 1926.

Le 14 décembre 1898, Philippe comte de Flandre, père du futur roi Albert Ier, achète la Villa Haslihorn à St. Niklausen dans la commune de Horw près de Lucerne. La propriété a servi de résidence d'été à la famille royale belge au cours des décennies suivantes. Après la mort d'Albert dans un accident d'escalade, son fils Léopold prend la relève le 23 février 1934. Dans le cadre de la succession, la propriété en Suisse est également devenue partie de sa propriété. En février 1938, à la suite de l'accident, la résidence fut vendue à un commerçant bâlois et démolie peu après pour faire place à un nouveau bâtiment.
Léopold III était marié à Astrid de Suède depuis le 4 novembre 1926 et eut avec elle trois enfants, dont les futurs héritiers du trône Baudouin et Albert, nés respectivement en 1930 et 1934. En août 1935, le couple royal se rend en Suisse centrale pour se détendre.

## L'accident

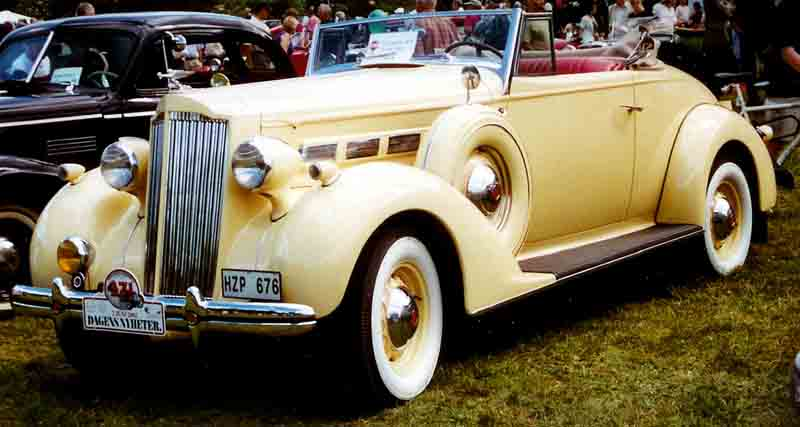
Packard 120-C Convertible Coupé, modèle similaire.

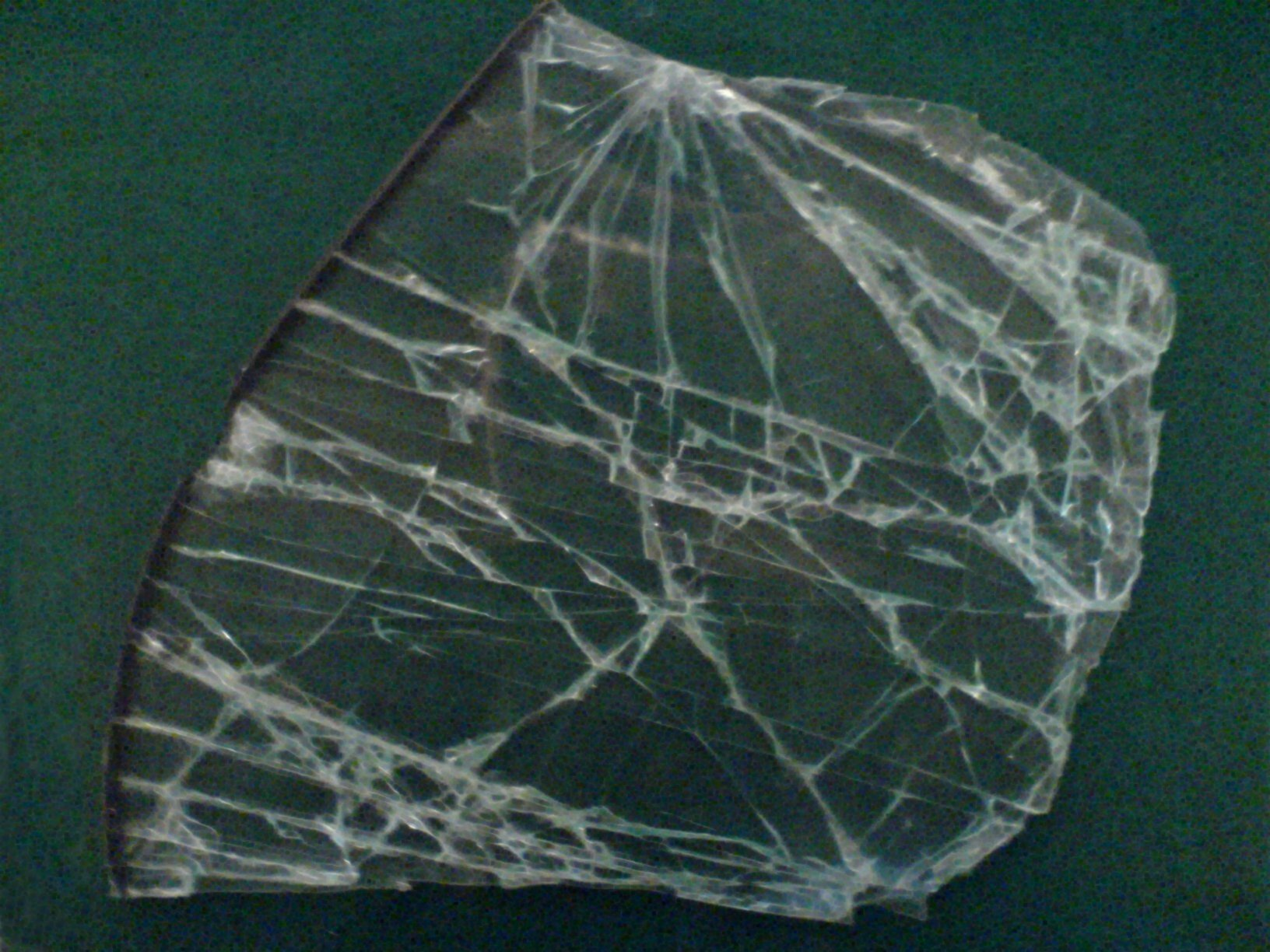
Fragment de pare-brise, Musée d'histoire locale de Küssnacht.

Le 29 août 1935 vers 9 h 15, le roi Léopold, la reine Astrid et leur chauffeur Pierre Devuyst ainsi qu'un véhicule d'accompagnement se rendirent non loin du lac des Quatre-Cantons sur la route cantonale de Lucerne en direction de Küssnacht, Contrairement à la coutume, le roi conduisit le véhicule — un Packard 120 Cabriolet Coupé — lui-même. Selon le témoignage du ferblantier Friedrich Krebser, qui se trouvait sur la propriété de Langweid, au bord de la route, quelques centaines de mètres avant Küssnacht, la reine Astrid tenait une carte routière à la main et désignait le mont Rigi, de l'autre côté du lac. Peu de temps après, le roi Léopold heurta avec les roues droites et une vitesse de 50 km/h un muret d'enceinte de 20 cm de hauteur, interrompu à cet endroit sur un court tronçon. Trente mètres plus loin, la voiture a changé de direction vers la droite, aidée par le talus abrupt, et a heurté avec son côté passager un poirier de l'autre côté du mur. La reine Astrid tomba du véhicule et resta allongée sur le pré à quelques mètres sous l'arbre. Le véhicule endommagé a continué à descendre le talus, a heurté un deuxième arbre et s'est arrêté dans la ceinture de roseaux dans une profondeur d'environ 75 centimètres d'eau.
Quelques minutes plus tard, la police de Küssnacht, les deux médecins Armin Jucker et Robert Steinegger ainsi que le prêtre Severin Pfister sont arrivés sur les lieux de l'accident entourés de spectateurs. Bien que le roi Léopold ait passé plusieurs minutes à s'occuper de sa femme mourante peu de temps après l'accident, les médecins présents n'ont pu que confirmer le décès de la reine Astrid, qui selon le certificat de décès est survenu à 9 h 45. Lorsqu'elle a heurté le tronc de l'arbre, elle a subi une fracture du crâne avec de graves blessures externes à la tête, notamment sur le côté droit du visage. Selon le bulletin médical, le roi Léopold souffre d'abrasions, d'une commotion cérébrale, de coupures et de contusions à la main et aux poumons. Le conducteur assis à l'arrière n'a subi que des blessures mineures à la jambe. Après que le prêtre Pfister eut accordé l'absolution et administré l'onction des malades, le corps de la reine fut d'abord amené à Küssnacht, puis de retour à Haslihorn, puis transporté en train à Bruxelles le soir même. Le 3 septembre, la reine Astrid a été enterrée dans la crypte royale de l'église Notre-Dame de Laeken.
La presse a également été rapidement informée de ce qui s'était passé. Willy Rogg, un étudiant en dentisterie de 25 ans, a été l'un des premiers sur place avec son appareil photo et a pris un total de six photos. L'une d'elles montre la reine dans un cercueil sur le pré en présence des personnes susmentionnées. Rogg a donné les photos à l'Associated Press et les a emmenées en taxi jusqu'à l'aérodrome de Dübendorf (de), près de Zurich. De là, ils ont été transportés à Londres cette nuit-là dans un avion Douglas DC-2 de Swissair que l'Associated Press avait loué pour 5 000 francs suisses. Ce transport est entré dans l’histoire comme l’un des premiers vols de nuit de Swissair.
Le soir de l'accident, la voiture a été remorquée jusqu'à la baie de Küssnacht à l'aide d'un bateau et de là transportée dans un garage. Le contrôle technique effectué le lendemain par un expert du contrôle cantonal des véhicules automobiles a montré que les freins et la direction du véhicule, immatriculé seulement en 1935, pesant 1 600 kilos et équipé de huit cylindres, fonctionnaient parfaitement. Une inspection de suivi, effectuée le 9 septembre 1935, en présence du directeur des garages royaux de Bruxelles, aboutit à la même conclusion. En outre, le rapport officiel de la police ne fait aucune référence à de mauvaises conditions routières ou à des conditions météorologiques défavorables. À la mi-septembre, sur ordre du roi, la voiture fut coulée dans le lac des Quatre-Cantons, à un endroit profond au sud du Meggenhorn.
Il y a beaucoup de spéculations sur les circonstances exactes de l'accident. On ne sait pas si le roi Léopold a été distrait par des conversations ou des gestes peu avant l'accident et pourquoi il n'a pas ralenti la voiture mais, selon les rapports, a encore accéléré. De plus, la reine Astrid a ouvert la porte du véhicule juste avant l'impact. Malgré le fait que l'heure de l'accident et la date sur le certificat de décès diffèrent d'une demi-heure, les rapports historiques de la police, des témoins oculaires et de la presse se contredisent pour répondre à la question de savoir si la reine Astrid est morte immédiatement dans l'accident ou a été inconsciente pendant plusieurs minutes,.

## Planification et construction du mémorial
Peu de temps après l'accident, le gouvernement suisse a été sollicité par des particuliers et des quotidiens pour acheter le terrain situé dans la zone de l'accident afin de le céder ensuite à la famille royale belge. Dans une lettre adressée à l’ambassade de Suisse à Bruxelles le 29 mai 1936, le Conseil fédéral considère comme « un devoir de piété et d'amitié […] d'accorder au souverain belge la propriété perpétuelle du lieu de décès de son épouse.
Les premières ébauches de conception du mémorial ont d'abord donné lieu à des discussions difficiles entre le gouvernement de Schwytz et la famille royale. D'une part, le roi souhaitait laisser le site autant que possible dans son état originel, mais d'autre part, le trafic croissant et les nombreux visiteurs posaient un sérieux problème de sécurité. Finalement, les deux parties se sont mises d'accord sur un compromis selon lequel le trottoir prévu au-dessus du poirier a été réduit à une largeur de 1,05 mètre et l'arbre lui-même a été entouré d'une clôture en fer pour le protéger.[réf. souhaitée] Une croix commémorative en granit suédois avec l'inscription « La croix du Roi » marque l’endroit où la reine Astrid a succombé à ses blessures. Des escaliers pour visiteurs ont été construits de part et d'autre entre la rue et la rive.
Pendant ce temps, l'Œuvre Nationale des Invalides de Guerre (ONIG ) recueillait des dons pour construire une chapelle commémorative. À la fin de 1935, un montant d'environ 50 000 francs belges avait été collecté. L'architecte belge Paul Rome fut chargé de planifier la construction de la chapelle. En mars 1936, les autorités de Schwyz accordèrent le permis de construire définitif et attribuèrent le contrat à l'entreprise Gambaro de Küssnacht.
Pour la construction, seuls des matériaux belges ont été utilisés, transportés gratuitement depuis la France et la Suisse,. De plus, tous les artistes responsables de l’ameublement de la chapelle venaient de Belgique. À côté de l'entrée se trouvait un relief en pierre avec l'inscription « L’union fait la force ». Une autre plaque commémorative décrit l'accident en français, en flamand et en allemand. Au-dessus de l'entrée, dans une niche, se dresse la statue rougeâtre d'une Vierge à l'Enfant. À l'intérieur de la chapelle, il y a trois vitraux de chaque côté, dont celui du milieu montre un portrait de la reine - derrière l'autel également accompagnée de son mari. Une couronne royale, une couronne de roses et une couronne d'épines sont symboliquement suspendues au-dessus de l'autel. 
La cérémonie officielle d'inauguration a eu lieu le 28 juin 1936, en présence de nombreux invités nationaux et étrangers. Après la cérémonie d'accueil sur la place du lac de Küssnacht décorée pour les fêtes, les différents groupes se sont dirigés vers la chapelle nouvellement construite tandis que le corps de musique militaire (Harmonie royale des Invalides Belges) jouait la marche funèbre de Chopin. Colle, ecclésiastique de la cour de Belgique, procéda à la consécration de l'église en présence du représentant de l'évêque de Coire et du curé de Küssnacht. Le roi Léopold, qui n'a pas participé aux festivités, a fait déposer une gerbe.

## Déménagement de la chapelle
Au cours des mois suivants, le trafic autour du site commémoratif a augmenté continuellement. Parfois, l'artère autrefois importante reliant Lucerne au Gothard était presque bloquée par des voitures en stationnement. En guise de contre-mesure, l'administration de la Maison royale a demandé une limitation de vitesse à 20 km/h pour tous les véhicules à moteur. Après que cette demande ait été acceptée par le Conseil d'État de Schwytz en janvier 1937, une résistance à cette décision s'est formée. Seule l'attribution d'un contrat pour la construction d'un trottoir en avril 1939 a entraîné la suppression de la limitation de vitesse et a rendu sans objet les plaintes en cours.[réf. souhaitée]
En 1952, à la demande du conseil du district de Küssnacht, le problème de la circulation fut remis à l'ordre du jour par le gouvernement de Schwytz. Plusieurs options étaient envisageables pour désamorcer la situation précaire. Le déplacement de la chapelle de l'autre côté de la rue, souhaité par les autorités locales, a été rejeté par le consulat belge à Lucerne, invoquant l'importance particulière du lieu. Sur recommandation de l'Inspection fédérale des constructions de Berne, une nouvelle route de transit devait être construite sous le mémorial, communément appelée « Seeseitige Umfahrung » . Cette solution proposée a à son tour provoqué le mécontentement de certains citoyens, qui ont alors fondé un comité d’initiative et ont réussi à unir l’opinion publique derrière leur cause. 
Ce n'est que le 3 juin 1957 qu'une nouvelle discussion avec le nouvel ambassadeur de Belgique, Pierre Forthomme, amène une percée : dans une lettre, l'ambassadeur déclare que la Donation Royale, en tant que propriétaire, n'a plus d'objections fondamentales au déplacement de la chapelle. En 1959, le gouvernement décide de déplacer la chapelle de l'autre côté de la rue, au bord du lac, d'élargir la Luzernerstrasse à neuf mètres, de relier le mémorial au village de Küssnacht par un trottoir et de créer des places de parking, des toilettes et un passage souterrain pour piétons.
Le déplacement de la chapelle, qui pesait environ 150 tonnes, était un projet ambitieux auquel participait également l'architecte Paul Rome. La structure a été soutenue par une grille de poutres en béton, puis tournée de 150 degrés, abaissée de deux mètres et demi et déplacée de plus de 30 mètres en direction de Küssnacht. Le 1er avril 1960, la route a été traversée vers la nouvelle fondation préparée. À la fin de l'année 1960, la plupart des travaux de rénovation étaient terminés.

## Histoire récente
Le 29 août 1985, la famille royale belge était invitée à une cérémonie commémorative pour marquer le 50e anniversaire de la mort de la reine Astrid. Le roi Baudouin, la reine Fabiola, le prince héritier Albert, son épouse Paola et la grande-duchesse Joséphine-Charlotte de Luxembourg sont arrivés à l'aérodrome d'Emmen (de) à 11h15 à bord d'un avion militaire. Parmi les invités d'honneur figurait l'ancien chauffeur Pierre Devuyst, âgé de 82 ans. La visite royale s'est terminée par une réception dans la salle de banquet de l'hôtel du château Swiss Chalet à Merlischachen, qui a été baptisée Astrid Hall en mémoire de la défunte reine. Depuis sa visite, le conseil du district de Küssnacht organise chaque année une cérémonie commémorative publique à l'occasion de l'anniversaire de sa mort.
Le soir du 21 août 1992, plus de 2 000 arbres fruitiers ont été déracinés ou brisés par un ouragan accompagné de grêles. Parmi eux se trouvait le poirier dans lequel la voiture royale s'était écrasée. Les restes de l'arbre peuvent être admirés au musée d'histoire locale de Küssnacht. Une courte tige est restée sur les lieux de l'accident.[réf. souhaitée]
Le 29 août 2010 , le roi Albert II a visité le mémorial et assisté à une messe pour sa mère, décédée 75 ans auparavant. Avant la visite, la vieille souche de l'arbre a été enlevée et un jeune poirier a été planté.
Le 29 août 2015, le roi Philippe a rendu hommage à sa grand-mère Astrid lors d'une visite privée à Küssnacht. La monarque de 55 ans est arrivée à Küssnacht vers 12 heures. Son fils, le prince Gabriel, âgé de 12 ans, était également présent. C'était la première fois qu'ils se rendaient sur les lieux de l'accident.